# Avenida (métro de Lisbonne)
Avenida est une station du métro de Lisbonne sur la ligne bleue.